# Tekkés

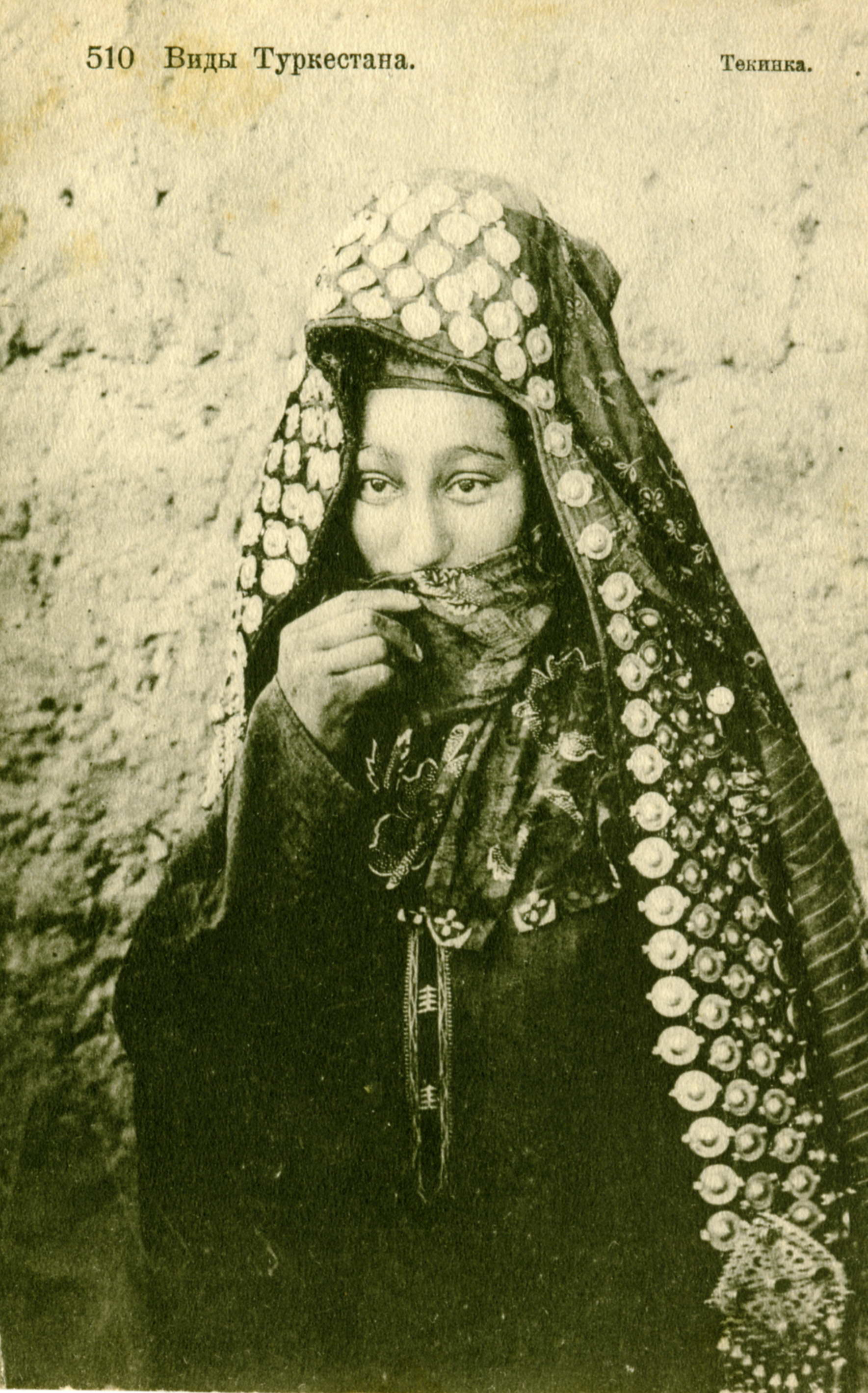
Jeune fille Tekké

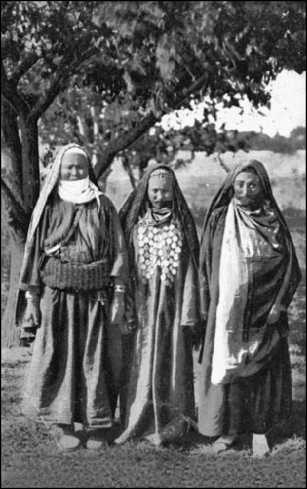
Les femmes Tekké

Les Tekkés, ou Tékés (littéralement « les bouquetins de la montagne »), forment une des tribus historiques les plus importantes des Turkmènes (ou Turcomans). Ils nomadisaient au sud et au centre de l'actuelle Turkménie, ainsi que dans une frange de l'Iran. Leur berceau se trouvait de la péninsule de Manguistaou jusqu'au piémont du Kopet-Dag, et dans les oasis de Merv, de Serakhs et d'Akhal-Téké, où les avait installés entre 1714-1719 leur chef Keïmir Kor. Ils se sont convertis à l'islam sunnite au XIe siècle.

## Historique
Une grande partie des Tekkés poursuivait le nomadisme traditionnel de leurs ancêtres en élevant du bétail, mais une autre partie s'était sédentarisée dans l'agriculture dans les vallées et s'était assimilée aux persanophones. C'est pourquoi ils étaient divisés en Tcharvas (éleveurs nomades) et en Tchmorys (agriculteurs sédentaires). Il arrivait aussi fréquemment qu'une partie au sein d'un même clan se partageait entre le travail de la terre et entre l'élevage. En général, ils partaient de leur aoul à la fin du printemps et nomadisaient dans les steppes jusqu'au début de l'automne, retournant alors à leur oasis qui de nouveau se recouvrait d'herbe avec les premières pluies. Le produit de leurs travaux était vendu aux marchés de l'automne. Dans l'historiographie russe d'avant la révolution, les nomades éleveurs étaient souvent appelés « Akhal-Tékés » (au nombre de 200 000 à la fin du XIXe siècle) et les Tékkés sédentaires, « Tékés de Merv » (au nombre de 240 000 à la fin du XIXe siècle).
Étant entourés de tribus ennemies, les Tekkés étaient considérés comme des guerriers extrêmement farouches et belliqueux et s'adonnaient souvent à des razzias, ainsi qu'à des pillages de caravanes. Leurs chevaux étaient leur bien le plus précieux. Ils pouvaient parcourir une centaine de verstes en vingt-quatre heures. Les fameux akhal-tekés étaient sélectionnés par eux. À la différence d'autres peuples d'origine turque, comme les Kazakhs ou les Kirghizes, les Tekkés ne mangeaient pas de viande de cheval principalement et préféraient celle du mouton.
Les Tekkés ne firent construire ni mosquée ni minaret, priant en plein air. Ils ne connaissaient pas d'aristocratie, comme dans d'autres tribus, et choisissaient leur chef d'aoul, parmi les plus sages. Leurs femmes sortaient le visage découvert et jouissaient, à l'inverse d'autres peuples musulmans, des mêmes droits matrimoniaux et héréditaires que leurs maris. Les Tekkés pratiquaient l'esclavage ; leurs esclaves étant souvent des prisonniers d'autres tribus turkmènes ou iraniennes qu'ils capturaient pendant leurs razzias. Les Tekkés vendaient leurs tissages et leurs tapis, ainsi que les armes blanches (couteaux, coutelas, sabres,  kindjals, etc.) de leur fabrication aux marchés de Merv et de Khiva principalement.
Les Tekkés comme peuple particulier ont aujourd'hui disparu et se sont assimilés aux autres Turkmènes, ou bien en partie aux Iraniens.

## Après leur intégration à l'Empire russe
Après l'intégration à l'Empire russe des Tekkés, une milice à cheval est formée de Tekkés le 24 février 1885 dans le Turkestan russe. Elle devient, le 7 novembre 1892, une division turkmène à cheval en appui des forces régulières. Le 29 juillet 1914, elle forme le régiment de cavalerie des Tekkés, formé de volontaires recrutés dans la population locale, qui s'illustre au cours de la Première Guerre mondiale.